# Хшанов
Хша̀нов или Хшанув (на полски: Chrzanów) е град в Южна Полша, Малополско войводство. Административен център е на Хшановски окръг и Хшановска община. Заема площ от 38,32 км2.

## География
Градът е разположен край река Хехло в историческия регион Малополша на границата между географските макрорайони Силезко плато и Краковско-Ченстоховско плато.

## Население
Според данни от полската Централна статистическа служба, към 1 януари 2014 г. населението на града възлиза на 38 117 души. Гъстотата е 995 души/км2.
Демография:
- 1939 – 21 500 души
- 1945 – 13 500 души
- 1966 – 23 600 души
- 1978 – 33 400 души
- 1995 – 42 100 души
- 2002 – 40 700 души
- 2008 – 39 049 души

## Администартивно деление
Градът е разделен на 10 микрорайона (ошедли).
- Боро̀вец
- Ко̀нти
- Кошчѐлец
- Млодо̀шчи
- Неподлегло̀шчи
- Пу̀лноц-Тишьонцлѐче
- Роспонто̀ва
- Стара Хута
- Стела
- Шрудмѐшче

## Побратимени градове
- Арн, Франция
- Некладхаза, Унгария
- Ивано-Франкивск, Украйна

## Фотогалерия
- Улица „Краковска“
- Окръжна болница
- Градският музей
- Църква „Св. Йоан“
- Църква „Св. Николай“
- Река „Хехло“
- Градски парк